# Trescasas
Trescasas is een gemeente in de Spaanse provincie Segovia in de regio Castilië en León met een oppervlakte van 32,84 km². Trescasas telt 1090 inwoners (1 januari 2022).

## Demografische ontwikkeling
Bron: INE, 1857-2022: volkstellingen